# Steve Bardo
Stephen Dean Bardo, detto Steve (Henderson, 5 aprile 1968), è un ex cestista statunitense, professionista nella NBA, in Francia, Italia, Spagna e Giappone.

## Carriera
Venne selezionato dagli Atlanta Hawks al secondo giro del Draft NBA 1990 (41ª scelta assoluta).

## Palmarès
- 2 volte CBA Defensive Player of the Year (1993, 1994)
- All-CBA First Team (1993)
- 2 volte All-CBA Second Team (1992, 1994)
- 3 volte CBA All-Defensive First Team (1992, 1993, 1994)